# 波马罗洛
波马罗洛（義大利語：Pomarolo），是意大利特伦托自治省的一个市镇。总面积9平方公里，人口2365人，人口密度262.8人/平方公里（2009年）。ISTAT代码为022144。